# The Boss of Camp Four
The Boss of Camp Four (The Boss of Camp 4) è un film muto del 1922 diretto da W.S. Van Dyke.